# Dennis Bryon
Dennis Bryon   (14 d'abril de 1949 - 14 de novembre de 2024) va ser un músic de rock gal·lès, conegut per tocar la bateria al grup de rock The Bee Gees Band, de 1974 a 1979. Va treballar també amb Amen Corner i va coproduir l'àlbum de Robin Gibb How Old Are You. L'any 2015 va publicar el llibre You Should Be Dancing: My Life with the Bee Gees.